# Abraham van der Hulst (Schiff, 1937)
Die Abraham van der Hulst war ein 1937 gebautes Minensuchboot der niederländischen Jan-van-Amstel-Klasse, das auch als Minenleger und Geleitschiff konzipiert war. Beim deutschen Überfall auf die Niederlande im Mai 1940 versenkte die Besatzung das Schiff. Die Kriegsmarine hob und nutzte es mit der Kennung M 553 als Torpedofangboot. 1944 wurde es durch einen Minentreffer schwer beschädigt und brannte später nach einem sowjetischen Luftangriff aus.

## Bau und technische Daten
Das Boot wurde am 10. November 1936 für die Königlich Niederländische Marine auf der Werft N. V. Gusto in Schiedam unter Baunummer 715 auf Kiel gelegt. Der Stapellauf erfolgte am 31. Mai 1937, die Auslieferung und Indienststellung fanden am 11. Oktober 1937 statt. Namensgeber war der niederländische Admiral Abraham van der Hulst (1619–1666).
Das Boot war 55,82 Meter lang, 8,11 Meter breit und wies einen Tiefgang von 2,68 Metern auf. Die Konstruktionsverdrängung betrug 460 Tonnen, die maximale 662 Tonnen. Der Antrieb bestand aus zwei stehenden Drei-Zylinder-Dreifach-Expansionsmaschinen, die zusammen 1600 PSi erzielten und auf zwei Schrauben wirkten. Damit erreichte sie 15,3 Knoten Höchstgeschwindigkeit. Die Reichweite betrug bei 15 Knoten 1600 Seemeilen, bei 11 Knoten 4700 sm. Die Besatzung bestand aus drei Offizieren und 43 Mannschaften. Die Bewaffnung bestand aus einem 7,5-cm-Geschütz L/55 sowie vier 12,7-mm-Maschinengewehren. Als Minenleger konnte sie 40 Minen aufnehmen.

## Geschichte

### Im niederländischen Dienst
Die vier in den Niederlanden stationierten Boote der Klasse – die (erste) Willem van Ewijck, Pieter Florisz, Jan van Gelder und Abraham van der Hulst – bildeten das 1. Minensuch-Geschwader. Sie waren zunächst in Vlissingen, ab Oktober 1939 in Den Helder stationiert. Bereits im Frühjahr waren auf den Booten am 11. April 1939 Minenschienen eingebaut worden, um sie als Minenleger einsetzen zu können. Ab Oktober 1939 hatten die Boote vor allem die Aufgabe die niederländischen Minenfelder vor der Küste bei Kamperduin zu kontrollieren. Gleichzeitig nahmen sie Patrouillenaufgaben entlang der niederländischen Küste wahr.

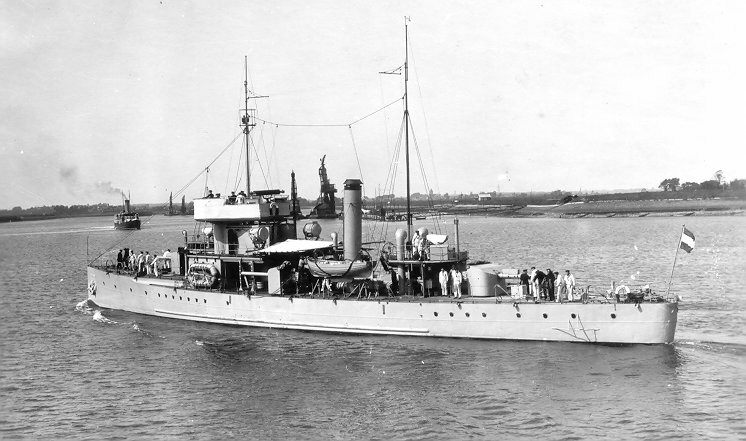
Die Friso

Nach Beginn des deutschen Überfalls auf die Niederlande, Belgien und Luxemburg am 10. Mai 1940 wurde die Abraham van der Hulst am 12. Mai der IJsselmeer-Flottille zugeordnet. Die Flottille bestand neben ihr aus dem Schwesterschiff Pieter Florisz, den beiden alten Kanonenbooten Friso und Brinio, dem Torpedoboot Z 3, dem Flusskanonenboot Hefring von 1880 sowie acht Motorschleppern. Die Flottille sollte die Wehrmacht daran hindern, das IJsselmeer von Friesland nach Nordholland zu überqueren. Als die Friso am 12. Mai von deutschen Bombern schwer beschädigt wurde, übernahm die Abraham van der Hulst die Besatzung, bevor das Kanonenboot kenterte. Die Pieter Florisz versenkte es anschließend durch Granatfeuer.
Am folgenden Tag lag die Flottille in Enkhuizen sowie in Medemblik. Als die Niederlande am 14. Mai kapitulierten, war es für eine Flucht nach Großbritannien zu spät und der Kommandant ließ die Abraham van der Hulst von der Besatzung in Enkhuizen selbst versenken.

### M 553der Kriegsmarine
Nach der Kapitulation der Niederlande hob ein deutsches Bergungskommando das Schiff im August 1940. Auf der Amsterdamer Werft Nederlandse Scheepsbouw Maatschappij erfolgte ab Dezember 1940 die Wiederherstellung als Torpedofangboot. Das Boot erhielt eine Bewaffnung von drei 2,0-cm-Flak und anstelle des achteren 7,5-cm-Geschützes einen Lagerplatz für sieben Torpedos. Trotz der nun vorgesehenen Aufgabe erhielt es die Kennung für den ursprünglich angedachten Einsatz als Minensuchboot M 553. Die Besatzungsstärke lag nun bei 4 Offizieren und 55 Mannschaften. Die beiden ebenfalls zu Torpedofangbooten umgebauten Schwesterschiffe M 551 (ex Willem van Ewijck) und M 552 (ex Pieter Florisz) fanden Verwendung bei der 27. U-Flottille, einer in Gotenhafen stationierten Ausbildungsflottille. Angaben, welcher Einheit M 553 zugeordnet wurde, fehlen dagegen.
M 553 ging am 21. April 1944 verloren, als das Boot bei Brüsterort auf eine von britischen Flugzeugen abgeworfene Mine lief. Ein Vierteljahr später wurde es gehoben und nach Gotenhafen und später nach Stettin geschleppt, wo es in der Gollnow-Werft repariert werden sollte. Dort erhielt es bei einem sowjetischen Luftangriff am 30. August Bombentreffer und brannte völlig aus.